# Велухиотис, Арис
А́рис Велухио́тис (греч. Άρης Βελουχιώτης, настоящее имя Атанасиос Кларас — Θανάσης Κλάρας, 27 августа 1905, Ламия — 16 июня 1945) — греческий журналист, политический деятель, революционер, член ЦК КПГ, один из самых выдающихся руководителей и главных основателей ЭЛАС — военизированного отделения ЭАМ, крупнейшей организации Сопротивления в оккупированной Греции в конце Второй мировой войны.

## Ранние годы
Атанасиос Кларас родился в 1905 году в Ламии, Греция, в семье высшего городского класса. Его отцом был Димитриос Кларас, известный в округе адвокат, а матерью — Аглая Зерва. Первоначально Кларас изучал журналистику, но позже окончил геопоническую школу Ларисы. Он уехал в Афины, где занимался различными работами, участвовал в левом и антимилитаристском движении, а затем стал членом Коммунистической партии Греции (КПГ). В 1920–30 годы он несколько раз попадал в тюрьму за различные преступления.
Он стал редактором коммунистической газеты «Ризоспастис» и написал несколько статей в поддержку коммунистической революции. В 1931 году статья Клараса вызвала вмешательство властей, которые закрыли газету и приступили к судебному преследованию редакторов. Газета была переиздана под названием «Neos Rizospastis».
«Если и есть в моей жизни момент, который я вижу с гордостью, так это когда я вступил в коммунистическую партию....... Это честь для меня и для коммунистической партии, потому что я выжил из развращённого сознания и приукрасил Клараса, который был проигранным делом, только чисто революционными чертами».
Во время диктатуры Иоанниса Метаксаса (1936–1941 годы) была беспрецедентная охота на греческих коммунистов. Велухиотис был арестован за пропаганду коммунистической идеологии в конце 1936 года и заключён в тюрьму на Эгине, где его пытали во время допросов, усовершенствованными методами министра безопасности Константиноса Маниадакиса. В 1937 году ему удалось бежать во время транспортировки в Афины для суда, но вскоре после этого он был снова арестован и отправлен обратно на Эгину ещё на четыре года. Он оставался в тюрьме до тех пор, пока не подписал «заявление об отречении от КПГ и коммунистической идеологии». Эти заявления об отречении, получившие название «заявлений о раскаянии», были затем распространены среди властей в родной деревне подписавшего. Эти признания часто публиковались публично, перечисляя действия, в которых признался подписавший, иногда использовались сфабрикованные данные, после чего подписавшие считались ренегатами в своих родных деревнях. Это наложило отпечаток на репутацию Велухиотиса, как со стороны тех, кто поддерживал диктатуру Метаксаса, так и со стороны коммунистов, которые рассматривали его заявление как капитуляцию.

## Вторая Мировая война
Во время Второй мировой войны он воевал в качестве рядового артиллериста греческой армии на албанском фронте против итальянской армии до нацистского вторжения в апреле 1941 года и последующей капитуляции и оккупации Греции.
После нападения Третьего рейха на СССР Греческая коммунистическая партия выступила за создание Национально-освободительного фронта (ЭАМ), и Кларас был направлен в Центральную Грецию для оценки потенциала развития партизанского движения против оккупационных сил в этом районе. Его предложения были приняты партией, и в январе 1942 года Кларас переехал в горы, чтобы начать создавать партизанские отряды.
Первое появление партизан, организованных Кларасом, произошло 7 июня 1942 года в деревне Домниста в Эвритании в Центральной Греции. Там он представился майором артиллерии (для обретения дополнительного престижа среди жителей деревни) под псевдонимом Арис Велухиотис (от Арес, древнегреческий бог войны, и Велучи, местная гора) и провозгласил о создании Греческой народно-освободительной армии или ЭЛАС. Первоначально он собрал также традиционных местных горных бандитов, чтобы создать небольшую группу экспертов по партизанской борьбе. Велухиотис как лидер применял стальную дисциплину и сумел заполучить под своим командованием значительное количество партизан. Начиная всего с 15 человек, ЭЛАС в конце концов стал насчитывать до 50 000 партизан.
Одной из наиболее важных ранних операций греческого движения сопротивления (в которой Велухиотис и его бойцы после переговоров с британцами согласились участвовать вместе с республиканскими силами сопротивления Наполеона Зерваса и двенадцатью британскими диверсантами под руководством майора Эдди Майерса) был взрыв моста Горгопотамоса  к югу от Ламии 25 ноября 1942 года (операция «Харлинг»). Разрушение моста перерезало единственную железнодорожную линию Салоники—Афины, таким образом, линию, соединяющую Балканы с южной Грецией, но не нарушило никаких линий снабжения — как это было бы, если бы это произошло, как предполагали британцы, двумя месяцами ранее — нацистских войск Эрвина Роммеля в Северной Африке, как это произошло через месяц после начала битвы при Эль-Аламейне 23 октября 1942 года, в которой Роммель был жестоко разбит британцами.
Разрушение моста Горгопотамос должно было стать последней операцией, в которой коммунистическая организация ЭЛАС сражалась вместе с греческими республиканскими силами сопротивления, такими как полк 5/42 эвзонов (военное подразделение партизанской организации ЕККА) и EOEA (военное подразделение ЭДЕС). Но, несмотря на подписание в июле 1943 года соглашения между тремя основными группами Сопротивления (ЭAM/ЭЛАС, ЭДЕС и EKKA) о сотрудничестве и подчинении верховному командованию союзников на Ближнем Востоке под командованием генерала Вильсона (Соглашение о национальных бандах), в политической сфере взаимное недоверие между ЭAM и другими группами партизан обострилось. ЭАМ-ЭЛАС к настоящему времени была доминирующей политической и военной силой в Греции, и ЭДЕС и ЕККА, наряду с британским и греческим правительством в изгнании, опасались, что после неизбежного ухода нацистов она попытается уничтожить всех своих конкурентов и установить коммунстический режим на подобие сталинского СССР. Раскол в конечном счёте привёл к постепенному скатыванию к гражданской войне в конце 1943 и начале 1944 года, опасения британцев начали подтверждаться, когда силы ЭЛАС начали нападать на ЭДЕС, EOEA и уничтожил 5/42-й эвзонский полк ЕККА, казнив их лидера полковника Димитриоса Псарроса.

## Освобождение от занимаемой должности и исключение из Коммунистической партии
В октябре 1944 года, когда нацисты эвакуировали свои войска из Греции, ЭЛАС был доминирующей силой в большинстве греческих городов, в то время как ЭАМ создал своё собственное правительство, ПЕЕА.
Велухиотис пререшёл из Центральной Греции на Пелопоннес, чтобы очистить регион от батальонов безопасности и различных противников ЭЛАС, он провёл несколько сражений и карательных действий против них.
Британцы вместе с частями греческой армии высадились в Греции (операция Манна), было сформировано новое правительство под руководством Георгиоса Папандреу, лидера греческого правительства национального единства, которое было создано в соответствии с Ливанcкими и Казертскими договорами. Велухиотис вернулся в Центральную Грецию и выступил с речью в своём родном городе Ламии.
«.......Кто же тогда патриот? Они или мы? Капитал не имеет страны и ищет прибыли в той стране, в которой он может. Вот почему он не заботится о существовании границ и государства. Но всё, что у нас есть, то наши шляпы и маленький бордюр перед нами
...Так кто же может больше интересоваться своей страной? Они, которые вывозят столицу из страны, или мы, застрявшие здесь на пороге?......»
Во время Декабрьских событий в Афинах он был послан КПГ в Эпир, где напал на подразделения ЭДЕС. Бойцы ЭДЕС были вынуждены отступить на Ионические острова.
Когда было подписано Варкизское соглашение о прекращении боевых действий в Афинах между силами ЭАМ и правительственными/британскими войсками, он лично с генералом Сарафисом подписал акт о демобилизации ЭЛАС. Но потом он категорически отказался это делать, расценив соглашение как предательство со стороны ЭАМ.
Руководство Коммунистической партии под руководством Никоса Захариадиса обвинило его в предательстве, в том, что он «подозрительный и авантюристский элемент», и исключило его из КПГ. Это объяснялось его статусом простого партийца, его старым отречением от партии и непостоянным характером.

## Смерть
Велухиотис снова двинулся в горы Центральной Греции, чтобы начать мятеж (см. Гражданская война в Греции) против нового правительства и британских союзников, которые поддерживали их (считая их хуже нацистов). Сообщалось, что он осудил Варкизское соглашение о сложении оружия ЭЛАС. Руководство КПГ перехитрило его и дало разрешение покинуть Грецию; он неоднократно просил у партии разрешения на выезд, но ему отказывали.
Его намерение состояло в том, чтобы создать новый ЭЛАС и Национальный фронт независимости (MEA). Хотя большинство его соратников покинули его, как сообщалось, он продолжал вести партизанскую деятельность до июня 1945 года. Он был осужден Центральным комитетом КПГ и стал всё более изолирован, пока не попал в засаду со своим подразделением в горах Аграфы (существует точка зрения, что он был подставлен или даже предан КПГ) полувоенными формированиями формально находящихся в подчинении у официального правительства. Арис и его заместитель Яннис Аггелет (псевдоним: Леон Дзавелас) были изолированы одним из проправительственных подразделений, и в конце концов он покончил жизнь самоубийством со своим товарищем, либо ручной гранатой, либо пулей, в тот же день, когда он узнал, что был осужден коммунистической партией.
Ходили слухи гласившие, что он «покончил жизнь самоубийством со своим адъютантом Дзавеласом, когда его мысли были о том, что для его революции нет хорошего будущего».
Трупы Велухиотиса и Дзавеласа были впоследствии обезглавлены, а головы выставлены на всеобщее обозрение (практика довоенного греческого государства и полиции для обычных горных бандитов), подвешенные к фонарному столбу на центральной площади города Трикала.
После восстановления в Греции ЭАМ/ЭЛАС, а затем и самой коммунистической партии (после окончания режима чёрных полковников) в его родном городе Ламия были установлены бюст и конная статуя посвящённые ему — статуя стоит на одной из центральных площадей города. Недавно КПГ осторожно начало осуществлять попытки реабилитации Велухиотиса, в свою очередь, после осуждения и исключения из партии её генсека Никоса Захариадиса (осудившего его).

## Отношения с Зервасом
Так совпало, что оба лидера греческого Сопротивления были дальними родственниками. Зервас был потомком знаменитого клана Зервадесов, которые после разорения Сули османами бежавшего в Этолию, в то время как мать Клараса происходила из рода Зервадесов. Однако Зервас никогда раньше не видел Велухиотиса до их первой встречи в эпоху Сопротивления.

## Наследие
Велухиотис это одна из самых противоречивых фигур современной греческой истории. Его личность и поступки мифологизировались при жизни и после смерти. Сторонники считают его символом греческого сопротивления оккупантам, основателем и создателем крупнейшей партизанской армии в истории Греции (ЭЛАС) и героем коммунистического дела. Критики видят в нём виновника зверств и убийств по отношению к сельским жителям, которые воспринимались как потенциальные противники коммунизма, его также воспринимают как основного зачинщика «Красного террора». В своих воспоминаниях он крайне высоко оценивает свой военный талант. Также он был фанатично патриотичен. Он был особенно суров к грекам, рассматривающих возможность сотрудничества в той или иной форме с оккупационными силами, к своим товарищам, нарушавшим дисциплину, и к людям, одобрявших участие британцев в греческой политике, поскольку считал британцев угрозой хуже нацистов.